# Humani generis redemptionem
Humani generis redemptionem (en español, La redención del género humano) es la segunda encíclica de Benedicto XV, fechada el 15 de junio de 1917, fiesta del Sagrado Corazón de Jesús, el tercer año de su pontificado. En ella trata de la predicación de la palabra de Dios y expone cuál debe ser la actitud de los predicadores recordando la que mantuvo San Pablo en su predicación.

## Precedentes
En su primera encíclica Benedicto XV había manifestado su preocupación por las novedades que desde el modernismo querían introducirse en la doctrina de la Iglesia y afirmaba:

La fe católica es tal que nada se le puede añadir ni quitar: o la posee uno íntegra o no la posee de ninguna manera... Basta con decir: mi apellido es cristiano, y mi nombre católico
Benedicto XV, Ad beatissimi apostolorum

Reflejo de esa preocupación por la fidelidad a la verdad revelada es su segunda epístola, en la que señala la condiciones que a tener la predicación y establece el modo en que los obispos han de cuidar este ministerio sacerdotal.

## Contenido
Benedicto XV comienza la encíclica mostrando con la Sagrada Escritura la necesidad de la predicación

Humani generis Redemptionem Iesus Christus in ara Crucis monendo cum consummasset, velletque adducere homines ut, suis praeceptis obtemperando, compotes fierent aeternae vitae, non alia usus est via quam suorum voce praeconum qui, quae ad salutem credenda faciendaque essent, hominum universitati denuntiarent. Placuit Deo per stultitiam praedicationis salvos facere credentes.  Elegit igitur Apostolos, quibus cum per Spiritum Sanctum dona infudisset tanto muneri consentanea, Euntes, inquit, in mundum universum praedicate Evangelium .
Jesucristo, muriendo en el altar de la Cruz, logró la redención de la humanidad, y deseando inducir a los hombres, a través de la observancia de sus mandamientos, a ganar la vida eterna, no recurrió a ningún otro medio que a la voz de sus predicadores, confiándoles la tarea de anunciar al mundo las cosas que es necesario creer y hacer para la salvación. Le agradó a Dios salvar a los creyentes a través de la necedad de la predicación. Eligió pues a los Apóstoles, y les infundió con el Espíritu Santo los dones necesarios para ese encargo: Id, dijo, por todo el mundo y predicad el Evangelio.
Encíclica Humani generis redemptiomen, inicio

El papa pasa enseguida a considerar el estado en que se encuentra el mundo, como crece el olvido, y aun el desprecio de lo sobrenatural, tanto en la vida pública como en la vida privada  de muchas personas; hay como un alejamiento de la vida cristiana que parece retroceder al paganismo.
Aunque son muchas las causas de esta situación el papa entra ya en el tema al que de un modo inmediato destina la encíclica, la importancia de la predicación pues como enseña San Pablo "la palabra de Dios es viva, eficaz y más penetrante que espada de doble filo”. El fruto que dio la palabra de Dios en el tiempo de los apóstoles -un tiempo no mejor que la actual-  muestra que si actualmente no da esos resultado es porque en la predicación no se utiliza como se debería.
Por tanto es preciso examinar cuáles son los defectos en que cae actualmente la predicación. La encíclica enumera tres causas:

o la predicación se confía a quienes no deberían predicar; o no se cumple este encargo con el debido consejo; o no se hace como es necesario.
Encíclica Humani generis redemptionem,  AAS vol. IX-I (1917), p. 307.

Estas causas son analizadas con detalle, extrayendo consecuencias prácticas que permiten formular los criterios que han de tener en cuenta los obispos. En primer lugar la encíclica recuerda que ya el Concilio de Trento declaró que la predicación corresponde principalmente a los obispos .En efecto, los obispos son los sucesores de los Apóstoles y estos consideraban que la predicación del Evangelio hacía parte de su deber pastoral. San Pablo escribió: “Cristo no me mandó ante todo para bautizar, sino para predicar” y los demás Apóstoles tenían la misma convicción cuando dijeron: “No es justo que descuidemos la palabra de Dios para servir las mesas”. .No obstante las tareas que supone gobierno de la diócesis hace que los obispos deban ser ayudados en la predicación por sacerdotes nombrados por ellos para esta función. El papa explica y muestra que en la Iglesia siempre se ha acostumbrado a actuar de este modo 

En los primeros tiempos de la Iglesia se siguió siempre este proceder. Por tanto todos, incluso los más eminentes en el orden sacerdotal, como Orígenes, y aquellos que posteriormente fueron elevados a la dignidad episcopal, como Cirilo de Jerusalén y los otros antiguos Doctores de la Iglesia, todos se dedicaron a la predicación bajo la autoridad de su propio Obispo.
Encíclica Humani generis redemptionem,  AAS vol. IX-I (1917), p. 308.

Sin embargo, actualmente no sucede así, de modo que cualquiera que piensa emprender el ministerio de la palabra encuentra fácil acceso a la predicción y además la ejerce a su arbitrio. El papa exhorta a los obispos a que pongan fin a este proceder, de modo que a nadie se le permita predicar sino a aquellos a los que se ha llamado a este oficio y han sido aprobados por el obispo.

Por lo tanto, deseamos que cuidéis con toda vigilancia a quienes encomendáis un oficio tan santo. El decreto del Concilio Tridentino, de hecho, permite a los obispos solo esto: que elijan hombres "adecuados", es decir, que sean capaces de "cumplir el deber de predicar de manera saludable". Saludablemente ", dice saludablemente -notad bien la palabra que expresa la norma en este asunto- no dice "elocuentemente ", ni “con el aplauso de los oyentes”, sino con fruto para las almas, que el que corresponde al ministerio de la palabra divina.
Encíclica Humani generis redemptionem, [[Acta Apostolicae Sedis| AAS]] vol. IX-I (1917) p. 308.

Por otra parte, el criterio para discernir quiénes son los predicadores capaces es el mismo para conocer la vocación al sacerdocio: la recta ciencia, la buena moralidad y la pureza de intención que busca la gloria de Dios y la salvación de las almas. En cuanto a la elocuencia, basta que tenga las dotes naturales necesarios para no tentar a Dios, es decir, pedirle que haga él lo que deberíamos hacer nosotros. El papa quiere que los obispos se aseguren de que los candidatos a la predicación cumplen estas condiciones 

todos aquellos que soliciten la facultad de predicar se sometan a un doble y severo examen, sobre sus costumbres y su ciencia, igual que se hace para los que reciben la facultad de confesar. Y quien sea en uno u otro campo sea deficiente, sin ninguna consideración, queda excluido como inadecuado para este ministerio. Vuestra dignidad lo exige, porque, como dijimos, los predicadores actúan en vuestro lugar
Encíclica Humani generis redemptionem, [[Acta Apostolicae Sedis| AAS]] vol. IX-I (1917) p. 309

Ahora Benedicto XV pasa a ilustrar lo que los mismos predicadores deben proponerse y querer en el ejercicio de su ministerio, acude para ello al ejemplo de San Pablo, recordando, con palabras del mismo apóstol, cuál era su actitud, sabiéndose embajador de Cristo; los fines que ha de proponerse el predicador son la salvación de las almas, mediante la difusión de la Verdad divinamente Revelada y el cultivo en los fieles de la vida sobrenatural; y la gloria de Dios. Por tanto, se debe definir como un vano predicador el que no busca estos resultados. Los motivos que inspiran a los malos oradores o a los falsos predicadores son la vanagloria y el miedo a predicar las verdades eternas, que tratan sobre la salvación o la condenación para no perder oyentes; en definitiva, parece que su única preocupación es agradar a los oyentes.
El papa explica que es le es necesario al predicador el conocimiento de la divina revelación, pero debe poseer también un cierto grado de cultura humana, ya que "la ignorancia es la madre de todos los errores”. El predicador debe estar completamente sometido a la voluntad de Dios; debe soportar todo tipo de penas y de dolores por servir a Dios; debe aniquilar todo aquello que exista de terreno en su espíritu. Al contrario, el predicador no debe buscar las comodidades y el confort de la vida más allá de lo necesario, sino que debe estar lleno de espíritu de oración. En efecto, lo que confiere a la palabra humana ella fuerza de salvar a las almas es la gracia de Dios, de la cual el predicador se llena con la meditación asidua y constante..
En cuanto a cuál debe ser la materia de la predicación, San Pablo da un respuesta clara: “A Jesucristo y su Crucifixión”; por esto el predicador debe hacer los necesario para que la humanidad conozca cada vez más a Jesucristo y todo lo que es necesario creer  y la madera en que se debe vivir. Así actuó san Pablo

Pues predicó todos los dogmas y preceptos de Cristo, incluso los más severos, sin ninguna reticencia ni suavización: habló de humildad, abnegación, castidad, desprecio por las cosas terrenales, perdón para los enemigos, y otros temas similares. Tampoco tuvo miedo de proclamar que es necesario elegir entre Dios y Belial, ya que no es posible servir a ambos; que todos, tan pronto como dejen esta vida, deben tener un juicio terrible; que con Dios no es posible transigir: o se espera la vida eterna si se observa toda la ley, o bien tendrá que temer al fuego eterno quien, para satisfacer las pasiones, ha descuidado su propio deber.
Encíclica Humani generis redemptionem,  AAS vol. IX-I (1917) p. 315

El último consejo que el papa nos da lo toma de San Bernardo de Claraval: “Si tienes un poco de sentido común, sé como la piscina y no como el canal de una fuente" y glosa después: "debes estar convencido de lo que dices y no contentarte con comunicarlo a los demás”, porque la piscina está siempre llena de agua y no se seca, en cambio, el canal la lleva a alguien, pero se queda después sin ella. Pues bien, el agua es la doctrina, la verdad, la gracia, la sabiduría. El predicador debe llenarse constantemente como una piscina mediante el estudio y la oración par no hacer como el canal, que, tras haber predicado a los demás las verdades eternas, se queda sin vida sobrenatural.